# Alvis Tactica
Le Alvis Tactica est un véhicule militaire à roues 4x4 ou 6x6 produit par GKN Defence, Alvis plc puis par BAE Systems Land Systems. Le véhicule a été conçu par Glover Webb et mis en service en 1988. Il existe un certain nombre de variantes, notamment transport de troupes, sécurité intérieure et contrôle anti-émeute. La plate-forme n'est plus produite par BAE Systems.

## Utilisateurs
Le Tactica est adapté à un usage civil, à savoir par les forces de police. Parfaitement adaptés au transport de troupes blindé, les premiers Tacticas étaient basés sur des châssis Stonefield et, plus récemment, sur des châssis Mol conçus en interne par Glover Webb Limited, à Hamble, dans le Hampshire, au Royaume-Uni. Les variantes comprenaient des ambulances, des véhicules de transport de troupes, des canons à eau, de contrôle des foules, et de contrôle du périmètre.
Des variantes sont en service dans les pays suivants:
- Armée de terre argentine: 10 déployés au sein de la Force de maintien de la paix des Nations Unies à Chypre
- Ghana
- Indonésie (12 déployés par la force de police)
- Maurice (14 déployés par l'armée)
- Norvège - (Armée norvégienne, 3 en service comme ambulances)
- Arabie saoudite - (Garde nationale saoudienne et ministère de l'intérieur)
- British Army à partir de 1993 en Irlande du Nord; maintenant tous retirés du service